# Алекса Јанковић (фудбалер)
Алекса Јанковић (Пожаревац, 12. април 2000) српски је фудбалер који тренутно наступа за Раднички из Крагујевца.

## Каријера
У млађе категорије Партизана дошао је 2012. године. Раду с првим тимом прикључен је током пролећа 2019. код вршиоца дужности тренера сениорске екипе, Жарка Лазетића. Исте године, прослеђен је Телеоптику за такмичарску 2019/20. у Српској лиги Београд. На полусезони је напустио клуб у својству слободног играча и потом прешао у Вождовац. У јуну 2021. је потписао четворогодишњи уговор с Чукаричким. Крајем фебруара наредне године претрпео је тежу повреду због које је касније дуже одсуствовао с терена. У групној фази Лиге конференције дебитовао је 2023. године, заменивши на терену Бојицу Никчевића на сусрету првог кола, с екипом Ференцвароша.
У фебруару 2024. вратио се у матични Партизан, потписавши једноипогодишњи уговор. Задужио је дрес с бројем 99.

## Репрезентација
За репрезентацију узраста до 16 година старости играо је на Развојном турниру УЕФА, одржаном у Спортском центру Фудбалског савеза Србије у Старој Пазови. Погађао је против екипа Израела и Молдавије. Исте године заиграо је и за кадетску селекцију. За омладински састав је наступио на Меморијалном турниру „Стеван Вилотић Ћеле” 2018. године. Тадашњи селектор младе репрезентације, Звонко Живковић, позвао га је у састав за пријатељске сусрете с Русијом и Бразилом у јуну 2021. године.

## Статистика

### Клупска
Ажурирано 13. фебруара 2024.
|                       |          |                     |    |   |   |   |   |   |   |   |    |   |  |  |
| Телеоптик (позајмица) | 2019/20. | Српска лига Београд | 9  | 2 | 3 | 0 | — | — | — | — | 12 | 2 |  |  |
|                       |          |                     |    |   |   |   |   |   |   |   |    |   |  |  |
| Вождовац              | 2019/20. | Суперлига Србије    | 8  | 1 | — | — | — | — | — | — | 8  | 1 |  |  |
| Вождовац              | 2020/21. | Суперлига Србије    | 21 | 1 | 1 | 0 | — | — | — | — | 22 | 1 |  |  |
| Вождовац              | Укупно   | Укупно              | 29 | 2 | 1 | 0 | — | — | — | — | 30 | 2 |  |  |
|                       |          |                     |    |   |   |   |   |   |   |   |    |   |  |  |
| Чукарички             | 2021/22. | Суперлига Србије    | 18 | 1 | 1 | 0 | 4 | 0 | — | — | 23 | 1 |  |  |
| Чукарички             | 2022/23. | Суперлига Србије    | 7  | 1 | 1 | 0 | 0 | 0 | — | — | 8  | 1 |  |  |
| Чукарички             | 2023/24. | Суперлига Србије    | 6  | 0 | 1 | 0 | 4 | 0 | — | — | 11 | 0 |  |  |
| Чукарички             | Укупно   | Укупно              | 31 | 2 | 3 | 0 | 8 | 0 | — | — | 42 | 2 |  |  |
|                       |          |                     |    |   |   |   |   |   |   |   |    |   |  |  |
| Партизан              | 2023/24. | Суперлига Србије    | 0  | 0 | 0 | 0 | — | — | — | — | 0  | 0 |  |  |
|                       |          |                     |    |   |   |   |   |   |   |   |    |   |  |  |
| Каријера              | Каријера | Каријера            | 69 | 6 | 7 | 0 | 8 | 0 | — | — | 84 | 6 |  |  |
|                       |          |                     |    |   |   |   |   |   |   |   |    |   |  |  |

### Утакмице у дресу репрезентације
| Репрезентација Србије у узрасту до 16 година старости | Репрезентација Србије у узрасту до 16 година старости | Репрезентација Србије у узрасту до 16 година старости | Репрезентација Србије у узрасту до 16 година старости | Репрезентација Србије у узрасту до 16 година старости | Репрезентација Србије у узрасту до 16 година старости | Репрезентација Србије у узрасту до 16 година старости | Репрезентација Србије у узрасту до 16 година старости | Репрезентација Србије у узрасту до 16 година старости | Репрезентација Србије у узрасту до 16 година старости |
| #                                                     | Датум                                                 | Такмичење                                             | Локација                                              | Домаћин                                               | Резултат                                              | Гост                                                  | Гол                                                   | Реф.                                                  |                                                       |
| ----------------------------------------------------- | ----------------------------------------------------- | ----------------------------------------------------- | ----------------------------------------------------- | ----------------------------------------------------- | ----------------------------------------------------- | ----------------------------------------------------- | ----------------------------------------------------- | ----------------------------------------------------- | ----------------------------------------------------- |
| 1.                                                    | 9. март 2016.                                         | Развојни турнир УЕФА                                  | Кућа фудбала, Стара Пазова                            | Србија                                                | 1 : 1                                                 | Израел                                                | Гол                                                   | [ 10 ]                                                |                                                       |
| 2.                                                    | 11. март 2016.                                        | Развојни турнир УЕФА                                  | Кућа фудбала, Стара Пазова                            | Србија                                                | 1 : 2                                                 | Шкотска                                               |                                                       | [ 23 ]                                                |                                                       |
| 3.                                                    | 13. март 2016.                                        | Развојни турнир УЕФА                                  | Кућа фудбала, Стара Пазова                            | Србија                                                | 4 : 0                                                 | Молдавија                                             | Гол                                                   | [ 11 ]                                                |                                                       |
| 4.                                                    | 12. мај 2016.                                         | Турнир „Виктор Бањиков“                               | Стaдин Мелњук, Кијев                                  | Србија                                                | 1 : 0                                                 | Бугарска                                              |                                                       | [ 24 ]                                                |                                                       |
| 5.                                                    | 14. мај 2016.                                         | Турнир „Виктор Бањиков“                               | Стaдин Мелники                                        | Украјина                                              | 0 : 1                                                 | Србија                                                |                                                       | [ 25 ]                                                |                                                       |
| 5                                                     | Укупан број утакмица и постигнутих погодака           | Укупан број утакмица и постигнутих погодака           | Укупан број утакмица и постигнутих погодака           | Укупан број утакмица и постигнутих погодака           | Укупан број утакмица и постигнутих погодака           | Укупан број утакмица и постигнутих погодака           | 2                                                     |                                                       |                                                       |

| Репрезентација Србије у узрасту до 17 година старости | Репрезентација Србије у узрасту до 17 година старости | Репрезентација Србије у узрасту до 17 година старости | Репрезентација Србије у узрасту до 17 година старости | Репрезентација Србије у узрасту до 17 година старости | Репрезентација Србије у узрасту до 17 година старости | Репрезентација Србије у узрасту до 17 година старости | Репрезентација Србије у узрасту до 17 година старости | Репрезентација Србије у узрасту до 17 година старости | Репрезентација Србије у узрасту до 17 година старости |
| #                                                     | Датум                                                 | Такмичење                                             | Локација                                              | Домаћин                                               | Резултат                                              | Гост                                                  | Гол                                                   | Реф.                                                  |                                                       |
| ----------------------------------------------------- | ----------------------------------------------------- | ----------------------------------------------------- | ----------------------------------------------------- | ----------------------------------------------------- | ----------------------------------------------------- | ----------------------------------------------------- | ----------------------------------------------------- | ----------------------------------------------------- | ----------------------------------------------------- |
| 1.                                                    | 26. јул 2016.                                         | Пријатељска утакмица                                  | Кућа фудбала, Стара Пазова                            | Србија                                                | 0 : 2                                                 | Казахстан                                             |                                                       | [ 26 ]                                                |                                                       |
| 2.                                                    | 30. јул 2016.                                         | Међународни турнир „Рацкеве”                          | Градски стадион, Српски Ковин                         | Чешка                                                 | 1 : 0                                                 | Србија                                                |                                                       | [ 27 ]                                                |                                                       |
| 3.                                                    | 1. август 2016.                                       | Међународни турнир „Рацкеве”                          | Градски стадион, Српски Ковин                         | Србија                                                | 1 : 2                                                 | Шкотска                                               |                                                       | [ 28 ]                                                |                                                       |
| 4.                                                    | 3. август 2016.                                       | Међународни турнир „Рацкеве”                          | Градски стадион, Српски Ковин                         | Мађарска                                              | 2 : 0                                                 | Србија                                                |                                                       | [ 29 ]                                                |                                                       |
| 5.                                                    | 20. септембар 2016.                                   | Пријатељска утакмица                                  | Кућа фудбала, Стара Пазова                            | Србија                                                | 6 : 2                                                 | Белорусија                                            |                                                       | [ 30 ]                                                |                                                       |
| 6.                                                    | 22. септембар 2016.                                   | Пријатељска утакмица                                  | Кућа фудбала, Стара Пазова                            | Србија                                                | 1 : 0                                                 | Белорусија                                            |                                                       | [ 31 ]                                                |                                                       |
| 7.                                                    | 26. октобар 2016.                                     | Квалификације за Европско првенство                   | Стадион Бруно Бући, Руси                              | Србија                                                | 3 : 1                                                 | Северна Македонија                                    |                                                       | [ 32 ]                                                |                                                       |
| 8.                                                    | 28. октобар 2016.                                     | Квалификације за Европско првенство                   | Стадион Бруно Бући, Руси                              | Србија                                                | 2 : 0                                                 | Албанија                                              |                                                       | [ 33 ]                                                |                                                       |
| 9.                                                    | 31. октобар 2016.                                     | Квалификације за Европско првенство                   | Стадион Бруно Бенели, Равена                          | Италија                                               | 2 : 0                                                 | Србија                                                |                                                       | [ 34 ]                                                |                                                       |
| 9                                                     | Укупан број утакмица и постигнутих погодака           | Укупан број утакмица и постигнутих погодака           | Укупан број утакмица и постигнутих погодака           | Укупан број утакмица и постигнутих погодака           | Укупан број утакмица и постигнутих погодака           | Укупан број утакмица и постигнутих погодака           | 0                                                     |                                                       |                                                       |

| Репрезентација Србије у узрасту до 19 година старости | Репрезентација Србије у узрасту до 19 година старости | Репрезентација Србије у узрасту до 19 година старости | Репрезентација Србије у узрасту до 19 година старости | Репрезентација Србије у узрасту до 19 година старости | Репрезентација Србије у узрасту до 19 година старости | Репрезентација Србије у узрасту до 19 година старости | Репрезентација Србије у узрасту до 19 година старости | Репрезентација Србије у узрасту до 19 година старости | Репрезентација Србије у узрасту до 19 година старости |
| #                                                     | Датум                                                 | Такмичење                                             | Локација                                              | Домаћин                                               | Резултат                                              | Гост                                                  | Гол                                                   | Реф.                                                  |                                                       |
| ----------------------------------------------------- | ----------------------------------------------------- | ----------------------------------------------------- | ----------------------------------------------------- | ----------------------------------------------------- | ----------------------------------------------------- | ----------------------------------------------------- | ----------------------------------------------------- | ----------------------------------------------------- | ----------------------------------------------------- |
| 1.                                                    | 6. септембар 2018.                                    | Меморијални турнир „Стеван Вилотић Ћеле”              | Стадион крај Сомборске капије, Суботица               | Србија                                                | 0 : 1                                                 | Мађарска                                              |                                                       | [ 35 ]                                                |                                                       |
| 2.                                                    | 8. септембар 2018.                                    | Меморијални турнир „Стеван Вилотић Ћеле”              | Стадион Милан Средановић, Кула                        | Србија                                                | 1 : 1                                                 | Црна Гора                                             |                                                       | [ 36 ]                                                |                                                       |
| 3.                                                    | 10. септембар 2018.                                   | Меморијални турнир „Стеван Вилотић Ћеле”              | Стадион крај Сомборске капије, Суботица               | Србија                                                | 1 : 1                                                 | Израел                                                |                                                       | [ 37 ]                                                |                                                       |
| 4.                                                    | 12. фебруар 2019.                                     | Пријатељска утакмица                                  | Стадион у Поречу                                      | Хрватска                                              | 0 : 0                                                 | Србија                                                |                                                       | [ 38 ]                                                |                                                       |
| 5.                                                    | 14. фебруар 2019.                                     | Пријатељска утакмица                                  | Стадион Плава лагуна, Пореч                           | Хрватска                                              | 1 : 0                                                 | Србија                                                |                                                       | [ 39 ]                                                |                                                       |
| 5                                                     | Укупан број утакмица и постигнутих погодака           | Укупан број утакмица и постигнутих погодака           | Укупан број утакмица и постигнутих погодака           | Укупан број утакмица и постигнутих погодака           | Укупан број утакмица и постигнутих погодака           | Укупан број утакмица и постигнутих погодака           | 0                                                     |                                                       |                                                       |

| Репрезентација Србије у узрасту до 21 године старости | Репрезентација Србије у узрасту до 21 године старости | Репрезентација Србије у узрасту до 21 године старости | Репрезентација Србије у узрасту до 21 године старости | Репрезентација Србије у узрасту до 21 године старости | Репрезентација Србије у узрасту до 21 године старости | Репрезентација Србије у узрасту до 21 године старости | Репрезентација Србије у узрасту до 21 године старости | Репрезентација Србије у узрасту до 21 године старости | Репрезентација Србије у узрасту до 21 године старости |
| #                                                     | Датум                                                 | Такмичење                                             | Локација                                              | Домаћин                                               | Резултат                                              | Гост                                                  | Гол                                                   | Реф.                                                  |                                                       |
| ----------------------------------------------------- | ----------------------------------------------------- | ----------------------------------------------------- | ----------------------------------------------------- | ----------------------------------------------------- | ----------------------------------------------------- | ----------------------------------------------------- | ----------------------------------------------------- | ----------------------------------------------------- | ----------------------------------------------------- |
| 1.                                                    | 6. јун 2021.                                          | Пријатељска утакмица                                  | Кућа фудбала, Стара Пазова                            | Србија                                                | 0 : 0                                                 | Русија                                                |                                                       | [ 40 ]                                                |                                                       |
| 2.                                                    | 8. јун 2021.                                          | Пријатељска утакмица                                  | Кућа фудбала, Стара Пазова                            | Србија                                                | 0 : 3                                                 | Бразил                                                |                                                       | [ 41 ]                                                |                                                       |
| 3.                                                    | 7. јун 2022.                                          | Квалификације за Европско првенство                   | Стадион у Клаксвику                                   | Фарска Острва                                         | 1 : 1                                                 | Србија                                                |                                                       | [ 42 ]                                                |                                                       |
| 3                                                     | Укупан број утакмица и постигнутих погодака           | Укупан број утакмица и постигнутих погодака           | Укупан број утакмица и постигнутих погодака           | Укупан број утакмица и постигнутих погодака           | Укупан број утакмица и постигнутих погодака           | Укупан број утакмица и постигнутих погодака           | 0                                                     |                                                       |                                                       |